# Rissjöarna
Rissjöarna är en sjö i Strömsunds kommun i Jämtland och ingår i Ångermanälvens huvudavrinningsområde. Sjön har en area på 0,167 kvadratkilometer och ligger 616 meter över havet. Rissjöarna ligger i Frostvikenfjällen Natura 2000-område.

## Delavrinningsområde
Rissjöarna ingår i det delavrinningsområde (715448-144921) som SMHI kallar för Utloppet av Rissjöarna. Medelhöjden är 639 meter över havet och ytan är 1,77 kvadratkilometer. Räknas de 4 avrinningsområdena uppströms in blir den ackumulerade arean 9,16 kvadratkilometer. Vattendraget som avvattnar avrinningsområdet har biflödesordning 4, vilket innebär att vattnet flödar genom totalt 4 vattendrag innan det når havet efter 292 kilometer. Avrinningsområdet består mestadels av skog (82 procent). Avrinningsområdet har 0,23 kvadratkilometer vattenytor vilket ger det en sjöprocent på 12,9 procent.